# Laxi (häradshuvudort i Kina, Tibet Autonomous Region, lat 31,92, long 94,05)
Laxi (kinesiska: 拉西, Bacanggongba, 巴仓贡巴, 拉西镇) är en häradshuvudort i Kina. Den ligger i den autonoma regionen Tibet, i den sydvästra delen av landet, omkring 380 kilometer nordost om regionhuvudstaden Lhasa. Antalet invånare är 8 032. Befolkningen består av 3 151 kvinnor och 4 881 män. Barn under 15 år utgör 29,0 %, vuxna 15-64 år 68 %, och äldre över 65 år 2,0 %.
Runt Laxi är det mycket glesbefolkat, med 6 invånare per kvadratkilometer. Närmaste större samhälle är Dartang, 4,7 km väster om Laxi. Trakten runt Laxi består i huvudsak av gräsmarker.
Genomsnittlig årsnederbörd är 960 millimeter. Den regnigaste månaden är juni, med i genomsnitt 228 mm nederbörd, och den torraste är december, med 4 mm nederbörd.